# Batalla de Hastings
La batalla de Hastings fou un fet d'armes esdevingut el 14 d'octubre del 1066 entre els anglosaxons d'Anglaterra, encapçalats pel rei Harold Godwinson, i els normands comandats per Guillem, duc de Normandia. Fou entaulada a uns 11 km al nord-oest de Hastings, prop de l'actual localitat de Battle (East Sussex), i acabà amb una victòria decisiva dels normands.
La mort del rei Eduard el Confessor sense descendència el gener del 1066 obrí una contesa entre diversos candidats a la seva successió. Coronat poc després de la mort d'Eduard, Harold hagué de fer front a les invasions de Guillem, el seu propi germà, Tostig, i el rei noruec, Harald Hardrada. El 20 de setembre del 1066, Hardrada i Tostig derrotaren un exèrcit anglès reunit a correcuita en la batalla de Fulford, però Harold els vencé en la batalla de Stamford Bridge cinc dies més tard. La mort de Tostig i Hardrada a Stamford Bridge deixà Guillem com a únic enemic seriós d'Harold. El 28 de setembre, mentre el rei i els seus homes encara es recuperaven de l'enfrontament anterior, Guillem desembarcà amb les seves forces a Pevensey, al sud d'Anglaterra, on establí un cap de pont per a la seva conquesta del regne. Harold es veié obligat a tornar al sud a marxes forçades, arreplegant forces pel camí.
No es coneix amb certesa el nombre de soldats que participaren en la batalla, atès que fins i tot les estimacions modernes varien considerablement. En canvi, la composició de les forces en conflicte no suscita gaire dubtes. La infanteria formava el gros de l'exèrcit anglès, que tenia pocs arquers a les seves files, mentre que en les forces invasores els soldats de peu tan sols constituïen la meitat de l'efectiu i combatien al costat de cavallers i arquers en igual nombre. Els exploradors normands frustraren l'intent d'Harold de sorprendre Guillem i el duc de Normandia, assabentat de la proximitat dels anglosaxons, sortí a plantar-los cara. La batalla durà des de les nou del matí fins a la posta del sol. Els invasors fracassaren en els seus primers intents de trencar les línies angleses, així que canviaren de tàctica i començaren a fer veure que fugien a la desbandada. Cada vegada que els anglesos queien en el parany, els normands es giraven i abatien els enemics que els empaitaven. La mort d'Harold, probablement en els últims compassos de l'enfrontament, conduí al col·lapse del seu exèrcit. Guillem seguí el seu camí i, després de sortir airós de diverses escaramusses, fou coronat el dia de Nadal del 1066.
Tot i que encara hi hauria revoltes i altres mostres de resistència a l'autoritat de Guillem, fou a Hastings que es dirimí la seva conquesta d'Anglaterra. Costa trobar dades sobre el nombre de baixes, però alguns historiadors calculen que hi perderen la vida uns 2.000 invasors i aproximadament el doble d'anglesos. Com a forma de penitència per la sang vessada durant la conquesta, Guillem fundà un monestir a l'escenari de la batalla, amb l'altar major de l'església abacial situat al punt exacte on havia mort Harold.

## Context
El 911, el rei carolingi Carles el Simple concedí part de la costa de Nèustria a una banda de vikings dirigida per Rol·ló. Fou un acord reeixit. Els nouvinguts no trigaren a adaptar-se a la cultura indígena, abandonant el paganisme, convertint-se al cristianisme i casant-se amb la població local, fins al punt que les seves terres passaren a ser conegudes com a «Normandia», nom derivat de Nortmann o Norðmaðr, que volia dir 'home del nord'. Amb el pas del temps, els normands estengueren el seu domini cap a l'oest. El 1002, el rei anglosaxó Etelred l'Indecís es casà amb Emma, germana del duc Ricard II de Normandia. Un dels seus fills, Eduard el Confessor, ascendí al tron anglès el 1042 després de molts anys d'exili a Normandia. Això conduí a la formació d'una poderosa facció normanda en la política anglesa, car Eduard explotà el suport dels seus antics amfitrions per consolidar-se en el poder, fent venir cortesans, soldats i clergues de Normandia i nomenant-los a càrrecs influents, particularment en l'Església. El rei, que no tenia descendents, renyí amb el formidable comte de Wessex, Godwin, i els seus fills i probablement li prometé el tron anglès al duc Guillem de Normandia.

### Crisi de successió a Anglaterra
Eduard morí el 5 de gener del 1066 sense deixar un hereu clar. Diversos pretendents reclamaren el seu tron. El seu successor immediat fou el comte de Wessex, Harold Godwinson, l'aristòcrata més ric i poderós d'Anglaterra, fill de Godwin, el primer adversari d'Eduard. Fou elegit rei pel Witenagemot i coronat amb tota probabilitat per Ealdred, l'arquebisbe de York, tot i que els normands feren córrer el rumor que era Stigand, l'arquebisbe de Canterbury elegit de forma no canònica, qui havia oficiat en la cerimònia. El nou monarca es veia amenaçat per dos poderosos governants veïns: el duc Guillem afirmava que Eduard li havia promès el tron i que Harold havia jurat respectar aquesta decisió, mentre que el rei de Noruega, Harald Hardrada, reivindicava els seus drets, que emanaven d'un pacte entre el seu predecessor, Magnus el Bo, i un anterior rei d'Anglaterra, Harthacnut, segons el qual, si un dels dos moria sense hereu, l'altre heretaria Anglaterra i Noruega. Tant Guillem com Hardrada començaren a reunir tropes i naus per envair Anglaterra, cadascun per la seva banda.

### Invasions de Tostig i Hardrada
A principis del 1066, el germà exiliat d'Harold, Tostig Godwinson, feu una incursió al sud-est d'Anglaterra amb una flota reclutada a Flandes i posteriorment reforçada per naus de les Orcades. Amenaçat per la flota d'Harold, Tostig posà rumb al nord i saquejà poblacions de l'Ànglia de l'Est i Lincolnshire. Els germans Edwin de Mèrcia i Morcar de Northúmbria el feren tornar a les seves naus. Abandonat per la majoria dels seus seguidors, fugí a Escòcia a mitjans d'any. A principis de setembre, Hardrada envaí el nord d'Anglaterra al capdavant d'un estol de més de 300 vaixells que potser transportaven 15.000 homes. Les forces de Tostig, que feu costat al rei noruec en la seva pugna pel tron, engrossiren les files de Hardrada. Els noruecs descendiren sobre York i ocuparen la ciutat després de vèncer un exèrcit del nord d'Anglaterra comandat per Edwin i Morcar en la batalla de Fulford, lliurada el 20 de setembre.

## Exèrcit anglès i preparatius d'Harold

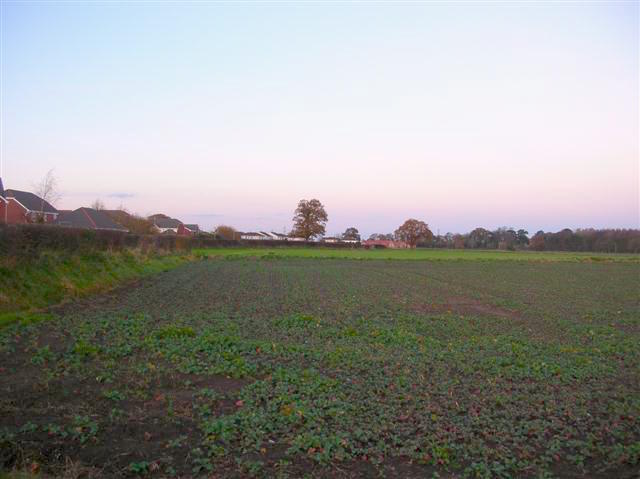
Escenari de la batalla de Stamford Bridge

L'organització de l'exèrcit anglosaxó seguia línies regionals. El fyrd, una milícia local, prestava servei sota un magnat local, que podia ser un comte, bisbe o xèrif, i es componia de terratinents equipats per la seva comunitat per satisfer les necessitats militars del rei. Sembla que la principal unitat d'organització del fyrd era el hundred. En el seu conjunt, Anglaterra podia posar uns 14.000 homes sobre el camp de batalla. El fyrd servia durant dos mesos, excepte en casos d'emergència. Era poc habitual convocar el  fyrd de tot el país; entre el 1046 i el 1065 només es feu tres vegades, el 1051, el 1052 i el mateix 1065. A més a més, el rei tenia un regiment personal d'homes d'armes, els huscarlas, que formaven el nucli dur de les forces reials. Alguns comtes també mantenien huscarlas en el seu seguici. Els thegnas, les elits terratinents locals, o bé combatien al costat dels huscarlas del rei o bé s'unien a les forces d'un comte o algun altre magnat. Tant el fyrd com els huscarlas eren soldats de peu. La principal diferència era que aquests últims portaven una millor armadura. Sembla que els anglesos tenien un grapat d'arquers.
El rei havia acampat a la costa meridional de Gran Bretanya des de la primavera, esperant la invasió de Guillem amb un gran exèrcit i una gran flota. El 8 de setembre, havent exhaurit les provisions, Harold no tingué més remei que dissoldre tant la milícia com la flota. En tenir coneixement del desembarcament de Hardrada, es dirigí cap al nord, arreplegant forces pel camí. El 25 de setembre, els anglosaxons agafaren els noruecs de sorpresa i els derrotaren en la batalla de Stamford Bridge. Les baixes dels noruecs, entre les quals hi havia Hardrada i Tostig, foren tan nombroses que només calgueren 24 vaixells per endur-se els supervivents. Tanmateix, la victòria anglesa sortí molt cara, puix que l'exèrcit d'Harold quedà tocat i afeblit a una gran distància del sud.

## Preparatius i desembarcament de Guillem

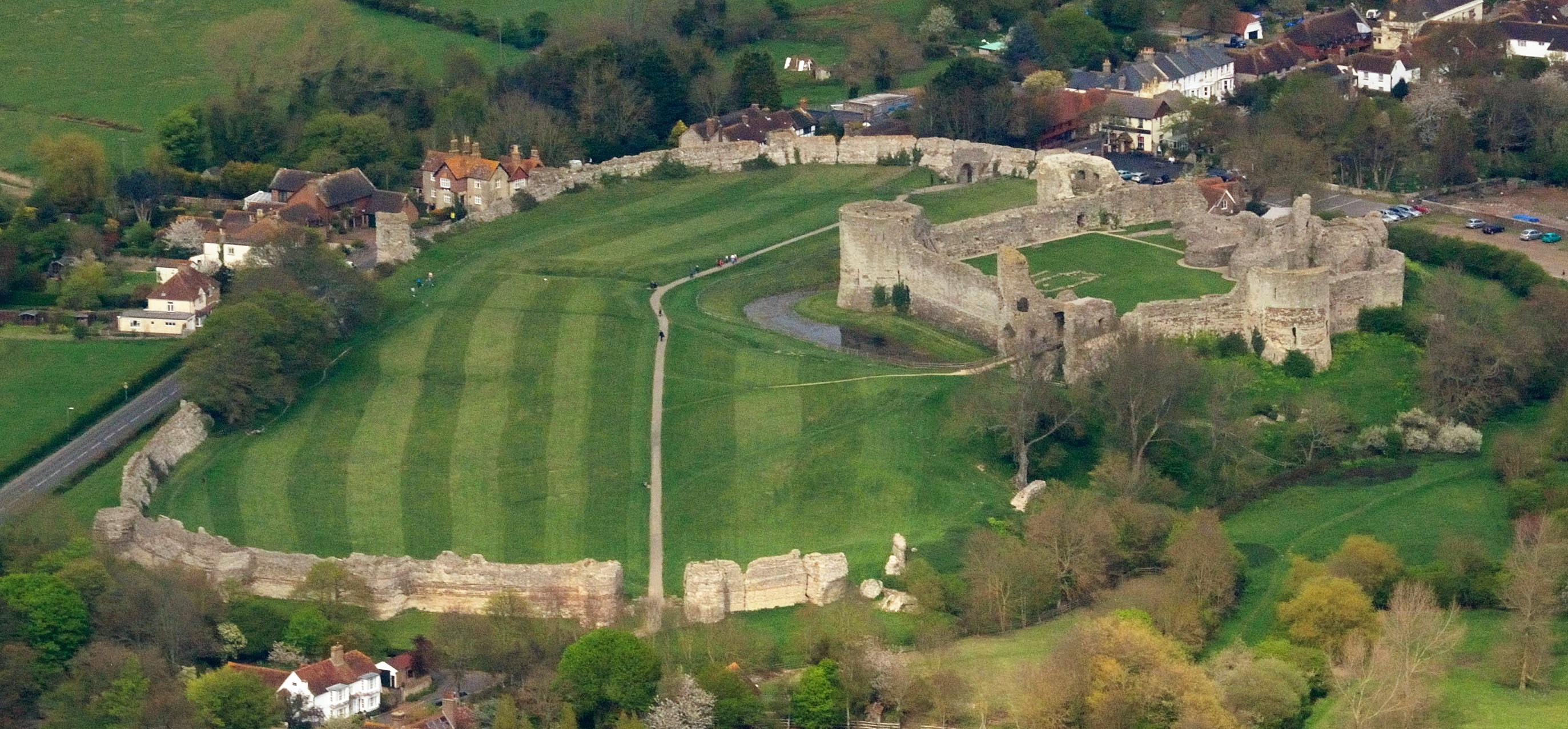
Havent desembarcat a Pevensey, Guillem bastí un castell a les ruïnes del fort romà. Les muralles exteriors daten de l'època romana, però els edificis supervivents del pati interior són posteriors a Guillem.

Guillem reuní una gran flota i un gran exèrcit amb soldats de Normandia i la resta de França, incloent-n'hi molts de Bretanya i Flandes. Els preparatius duraren gairebé nou mesos, puix que el duc hagué de construir una flota des de zero. L'afirmació d'algunes cròniques normandes que Guillem també hauria anat teixint aliances diplomàtiques ha estat posada en dubte. L'al·legació més coneguda és que el papa Alexandre II li hauria atorgat un estendard papal com a mostra de suport, detall que és esmentat en diverses fonts contemporànies. L'abril del 1066 aparegué al firmament el cometa de Halley, fet esmentat per fonts d'arreu d'Europa. Els cronistes contemporanis vincularen l'aparició del cometa a la crisi de la successió a Anglaterra.
Guillem reuní les seves forces a Saint-Valery-sur-Somme amb la intenció de travessar el canal de la Mànega cap al 12 d'agost. Tanmateix, el pas del canal s'endarrerí pel mal temps o per evitar la intercepció per la poderosa flota anglesa. Els normands sortiren a la mar uns dies després del triomf d'Harold sobre els noruecs, quan els estols anglosaxons ja s'havien dispersat, i desembarcaren a Pevensey (Sussex) el 28 de setembre. Algunes naus perderen el rumb a causa del vent i atracaren a Romney, on els normands toparen amb el fyrd local. Havent desembarcat a Hastings, les forces de Guillem construïren un castell de mota i pati que els serví de base per pillar els voltants i erigiren més fortificacions a Pevensey.

### Forces normandes

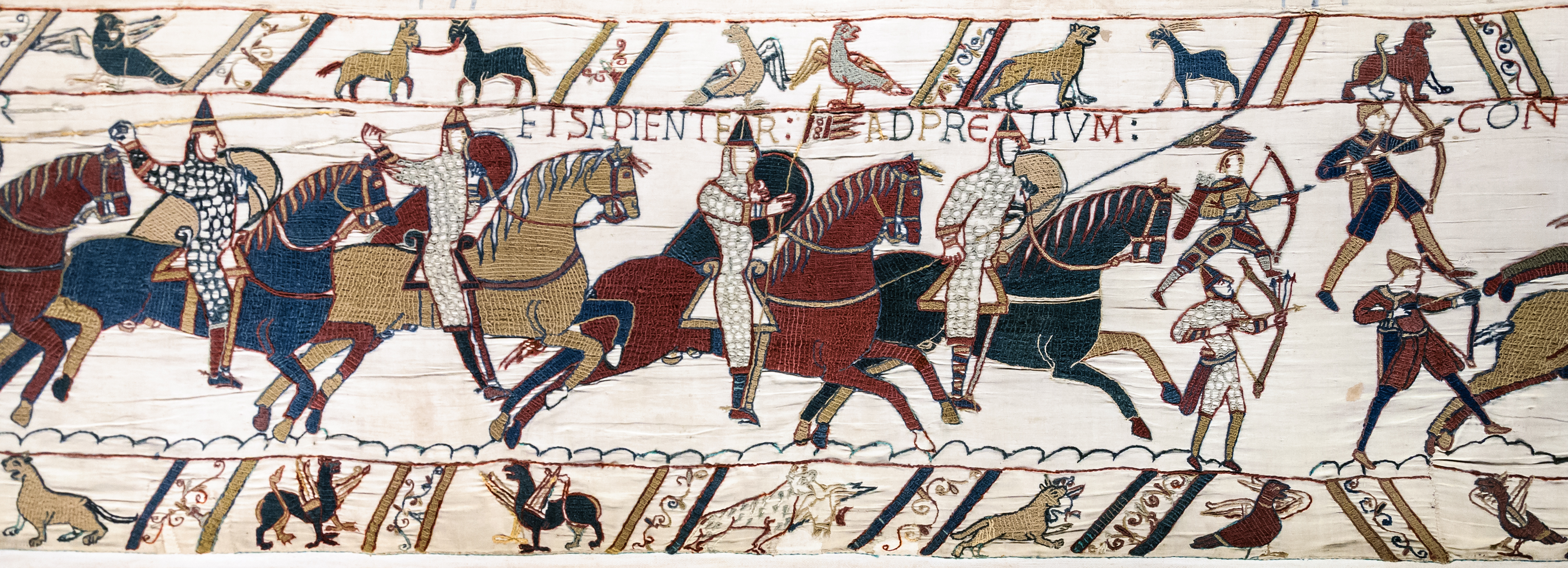
Representació de cavallers i arquers normands lluitant a Hastings en el Tapís de Bayeux

No es coneix amb certesa l'efectiu i la composició de l'exèrcit de Guillem. Un relat contemporani que atribueix 776 naus al duc de Normandia podria ser una exageració. Les xifres donades pels escriptors contemporanis per a la mida del seu exèrcit estan molt inflades i van des de 14.000 a 150.000. Els historiadors moderns han proposat diverses estimacions: 7.000-8.000 homes, incloent-hi 1.000-2.000 cavallers; 10.000-12.000 homes; 10.000 homes, incloent-hi 3.000 cavallers; o 7.500 homes. A grans trets, els cavallers representaven un quart de l'exèrcit, els arquers i ballesters un altre quart i els soldats de peu la meitat restant. Malgrat que algunes llistes de companys de Guillem el Conqueridor elaborades posteriorment a la batalla han sobreviscut fins a l'actualitat, la majoria estan farcides de noms addicionals; només una trentena dels individus que eren amb Guillem a Hastings han estat identificats amb certesa.
L'armadura principal era la cota de malla, normalment fins al genoll, amb obertures per muntar a cavall, de vegades amb mànigues fins als colzes. És possible que algunes cotes de malla estiguessin fetes d'anelles de metall, banya o cuir endurit unides a una túnica. En general, els elms eren cascos metàl·lics amb forma de con i una banda de metall que es projectava cap avall per protegir el nas. Tant la cavalleria com la infanteria portaven escuts. Els dels soldats de peu solien ser rodons i estaven fets de fusta reforçada amb metall, mentre que els cavallers havien passat a escuts amb forma de rombe i generalment anaven amb llances. La tècnica de la llança al rest, que consistia a posar-se la llança contra el cos, sota el braç dret, era una innovació relativament recent i probablement no es feu servir a Hastings, on el terreny no era propici a càrregues de cavalleria sobre llargues distàncies. Tant la infanteria com la cavalleria esgrimien espases llargues i de doble tall. La infanteria també podia lluitar amb javelines i llances llargues. Part de la cavalleria podria haver utilitzat una maça en lloc d'una espasa. Els arquers haurien emprat un arc senzill o una ballesta; la majoria d'ells no haurien portat armadura.

## Marxa d'Harold al sud
Havent vençut el seu germà, Tostig, i Hardrada, Harold deixà la meitat de les seves forces al nord, incloent-hi Morcar i Edwin, i es dirigí cap al sud amb la resta del seu exèrcit per fer front a l'amenaça que representava la invasió normanda. No se sap amb certesa en quin moment Harold fou informat del desembarcament de Guillem, però devia ser quan tornava cap al sud. El rei feu parada a Londres i hi romangué més o menys una setmana abans de la batalla de Hastings, així que probablement havia trigat un temps similar a arribar al sud, cobrint una distància de més de 320 km a una mitjana d'uns 44 km al dia. Harold acampà a Caldbec Hill la nit del 13 d'octubre, prop d'una pomera borda grisa, a uns 13 km del castell de Guillem a Hastings. Alguns dels primers relats contemporanis francesos diuen que envià un o més emissaris a Guillem; versemblantment fou així, però aquests intents de negociació foren en va.
Els exploradors de Guillem informaren el duc de l'arribada dels anglesos i frustraren així els esforços d'Harold per agafar els normands desprevinguts. Hi ha dubtes importants sobre els últims moments abans que comencés l'enfrontament, puix que les fonts es contradiuen en diversos punts, però totes concorden a dir que Guillem sortí del seu castell amb el seu exèrcit i avançà cap a Harold, que havia assumit una posició defensiva a dalt de tot del turó de Senlac Hill (actualment Battle, a East Sussex), a uns 10 km del castell de Guillem a Hastings.

### Forces angleses

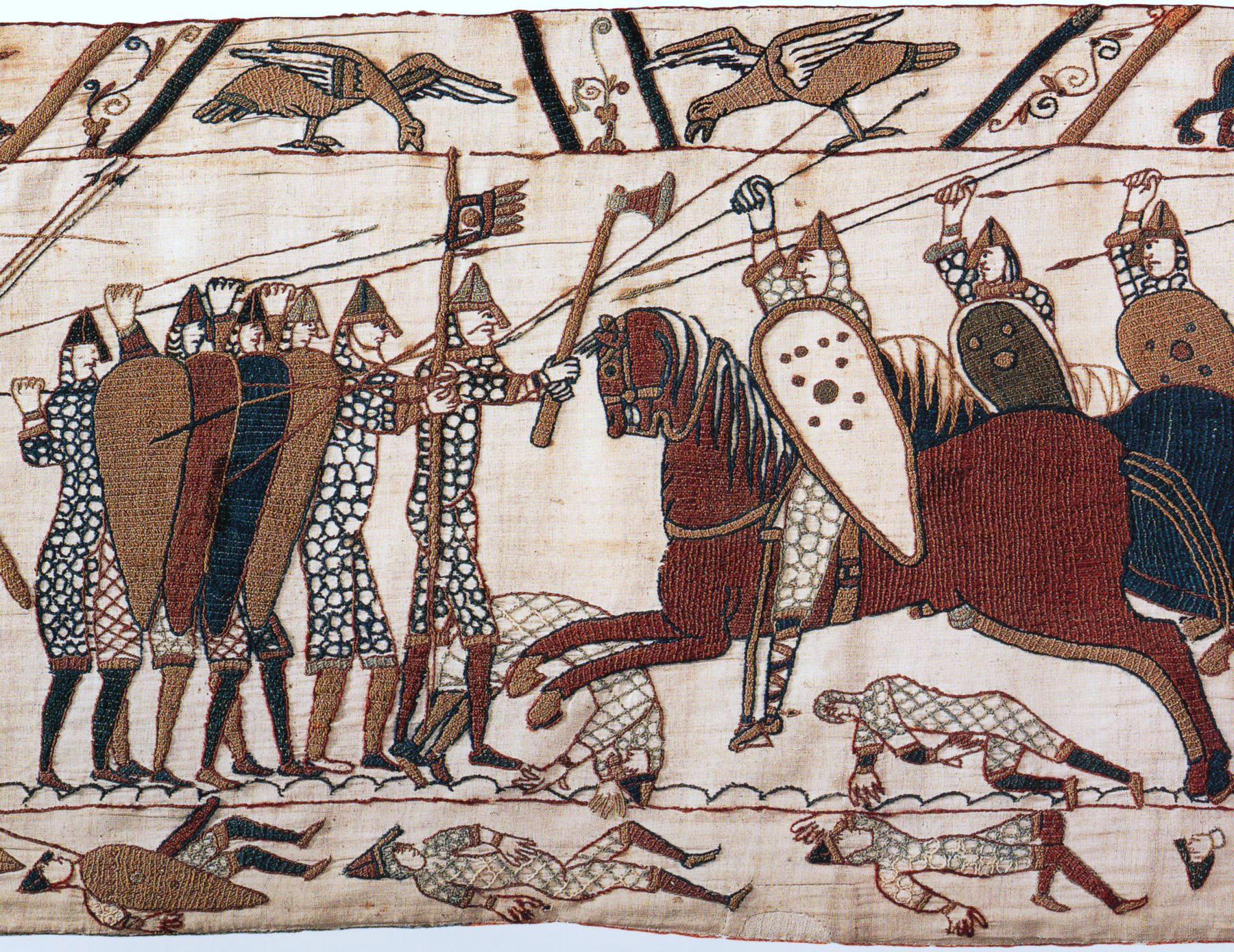
Representació de cavallers normands atacant soldats anglosaxons refugiats darrere d'un mur d'escuts en el Tapís de Bayeux

No se sap exactament quants soldats tenia a la seva disposició el rei anglosaxó. Els relats contemporanis no donen xifres fiables; algunes fonts normandes li atribueixen entre 400.000 i 1.200.000 homes. Les fonts angleses, en canvi, parlen de xifres molt baixes, potser per dissimular la magnitud de la desfeta anglesa. Els historiadors recents donen com a plausibles efectius d'entre 5.000 i 13.000 soldats. La majoria dels historiadors moderns fan una estimació més precisa d'entre 7.000 i 8.000 tropes angleses. Aquests homes haurien estat una barreja de soldats del fyrd i huscarlas. No es coneixen els noms de la gran majoria dels partidaris d'Harold a Hastings; hi ha uns vint individus que es poden situar al bàndol anglès a Hastings amb un grau raonable de certesa, incloent-hi dos germans d'Harold, Gyrth i Leofwine Godwinson, i un parell de parents més.
L'exèrcit anglès es componia íntegrament d'infanteria. És possible que alguns nobles i magnats haguessin arribat al camp de batalla a cavall, però haurien desmuntat abans de l'enfrontament. El nucli dur de l'exèrcit eren els huscarlas, soldats professionals a temps complet que es protegien amb un casc cònic, cota de malla i un escut que podia ser rodó o amb forma de rombe. La majoria dels huscarlas combatien amb destrals de guerra daneses de dues mans, però també podien portar espases. La resta de l'exèrcit consistia en el fyrd, soldats de peu que no eren professionals i portaven una armadura més lleugera. La infanteria hauria format un mur d'escuts superposats a la primera línia de batalla. Al darrere seu, hi hauria hagut soldats armats amb destrals, llançadors de javelines i arquers.

## Batalla

### Context i ubicació

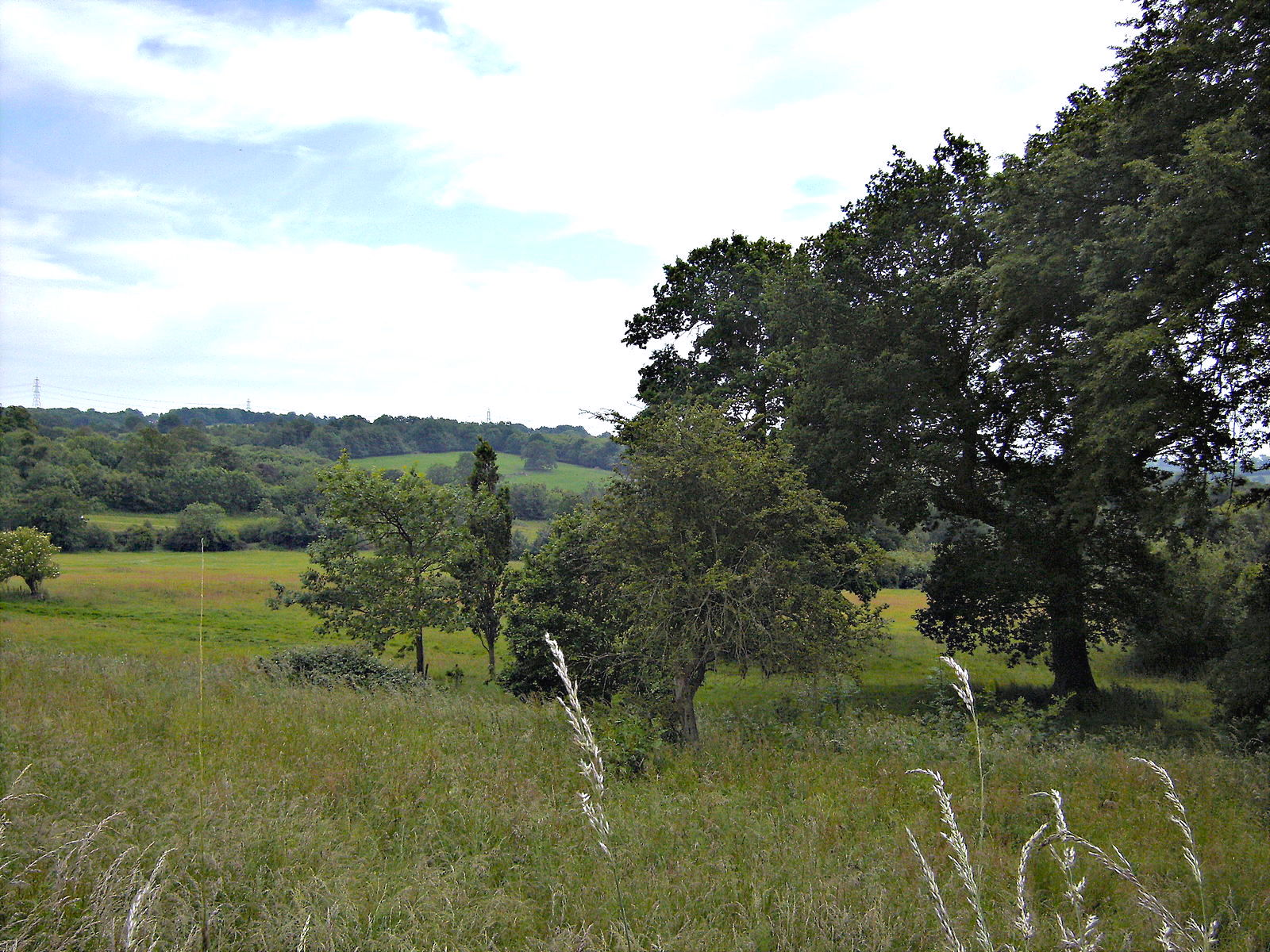
El camp de batalla vist des del nord

Les contradiccions entre les fonts primàries fan que plani una ombra d'incertesa sobre molts moments de la batalla. Els únics fets que ningú no posa en dubte són que els adversaris entaularen el combat a les nou del matí del dissabte 14 d'octubre del 1066 i que la contesa durà fins a la tarda. Aquell dia, la Lluna no sortí fins poc abans de mitjanit, de manera que el camp de batalla se sumí en la foscor després de la posta del Sol. Guillem de Jumièges explica que, la nit anterior a l'enfrontament, el duc de Normandia mantingué el seu exèrcit armat i preparat per repel·lir un possible atac per sorpresa. La pugna es produí a 11 km al nord de Hastings, allà on avui en dia es troba el poble de Battle, en l'espai que hi havia entre els turons de Caldbec Hill, al nord, i Telham Hill, al sud. Era una zona boscosa amb un aiguamoll. El nom tradicional de la batalla és un xic enganyós, car Hastings no és ni de bon tros la població més propera a l'escenari dels fets. La Crònica anglosaxona parla del combat «prop del pomer gris». A principis del segle xii, el cronista anglonormand Orderic Vitalis s'hi referia com a Senlac, una adaptació franconormanda del topònim anglès antic Sandlacu, que significa 'aigua sorrenca' i que pot ser que fos el nom del del rierol que travessava el camp de batalla. El 1086, el Domesday Book ja recollia la denominació «batalla de Hastings» (bellum Haestingas).
Es feu de dia cap a les set. L'única cosa que se sap de les condicions meteorològiques és que el sol lluïa amb força. Hi ha dubtes pel que fa a la ruta de l'exèrcit anglès cap al camp de batalla. Una antiga carretera romana que anava de Rochester a Hastings és considerada l'opció més probable des que el 1876 es descobrí una pila de monedes prop de la via. Una altra possibilitat és que els anglosaxons haguessin seguit la carretera romana de Londres a Lewes i després camins locals fins a arribar al camp de batalla. Algunes fonts diuen que els normands avançaren de Hastings cap al camp de batalla, però el relat contemporani de Guillem de Jumièges ja els situa a l'escenari de l'enfrontament la nit abans. La majoria dels historiadors donen per bona la primera versió, però M. K. Lawson considera la crònica de Guillem de Jumièges fidel a la realitat.

### Disposició de forces i tàctiques

Disposicions de batalla

Harold disposà les seves forces en una formació compacta dalt d'un pendent pronunciat, aprofitant el bosc i la zona pantanosa que tenia al davant per assegurar-se els flancs. És possible que la línia fos prou llarga per ancorar-se en un rierol proper. Els anglesos formaren un mur d'escuts: els escuts dels homes a les primeres línies es tocaven o fins i tot se superposaven per oferir una millor protecció. Les fonts discrepen sobre el lloc on entaularen el combat els anglesos. N'hi ha que situen els fets a la futura ubicació de l'abadia, però d'altres de més recents apunten a Caldbec Hill.
Hi ha més informació sobre la disposició de les tropes normandes. Sembla que el duc Guillem desplegà les seves forces en tres grups, seguint a grans trets els seus orígens. L'ala esquerra estava formada pels bretons, els angevins i regiments de Poitou i Maine. Aquesta divisió estava dirigida per Alan el Roig, familiar del comte bretó. Els normands ocupaven el centre sota el comandament directe del duc i amb molts dels seus parents agrupats al voltant del seguici ducal. Finalment, l'ala dreta estava constituïda pels francesos i alguns homes de la Picardia, Boulogne-sur-Mer i Flandes. La dreta estava comandada per Guillem FitzOsbern i el comte Eustaqui II de Boulogne. Els arquers eren al davant de tot, seguits per una línia de llancers. És probable que hi hagués alguns ballesters i foners entre els arquers. La cavalleria formava la reserva. Un petit grup de clergues i servidors apostats al peu de Telham Hill preveia mantenir-se al marge del combat.
La disposició de les seves forces indica que el pla de Guillem era obrir les hostilitats amb una pluja de fletxes dels arquers a primera línia, seguida per una ofensiva de la infanteria, que entraria en el cos a cos. La infanteria esquerdaria les línies angleses i, seguidament, una càrrega de la cavalleria acabaria de trencar-les i encalçaria els soldats que fugissin en desbandada.

### Inici de la batalla

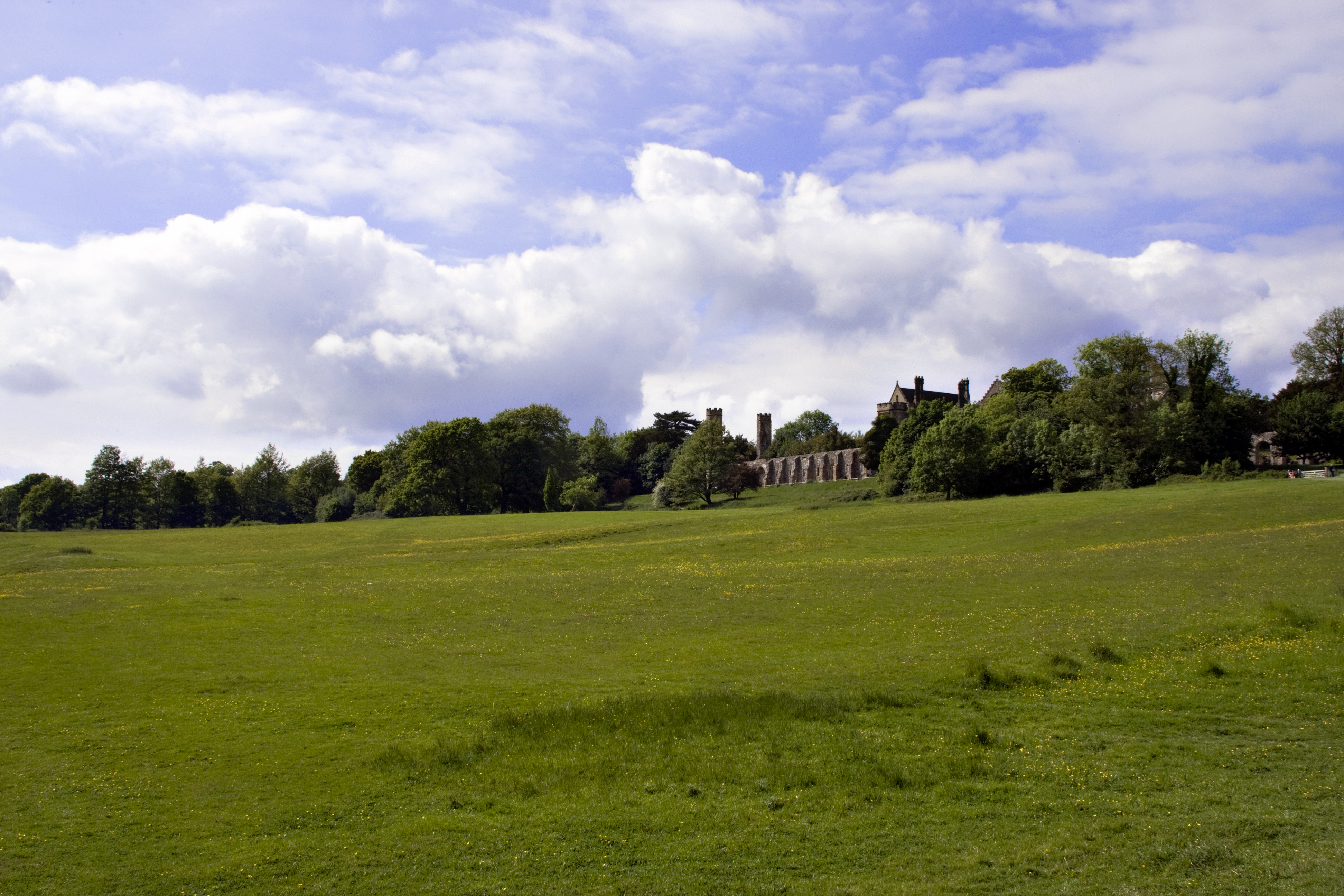
Vista del camp de batalla mirant cap al turó de Senlac

Els normands iniciaren la batalla disparant una ràfega de fletxes contra el mur d'escuts anglès. Els anglosaxons amb prou feines ho notaren, puix que estaven pendent amunt i, per tant, les fletxes o bé rebotaven contra els seus escuts o bé els passaven per sobre. Hi havia tan pocs arquers anglesos que els normands no pogueren reaprofitar gaire fletxes de l'enemic que haguessin caigut a terra. La següent onada normanda fou un atac dels llancers, que es toparen amb una pluja de llances, destrals, pedres i fletxes. Guillem envià la cavalleria en suport de la infanteria, que no havia reeixit a obrir fissures en el mur d'escuts, però els reforços tampoc no feren forat en les files angleses. Estant així les coses, es produí una retirada general iniciada per la divisió bretona de l'esquerra. La confusió creixé encara més quan corregué la veu que el duc havia mort. Els anglesos es posaren a empaitar els invasors en fugida, però Guillem es tragué el casc per conjurar el rumor mentre cavalcava amunt i avall de les seves línies cridant que era viu. Alguns perseguidors anglesos, enxampats pel contraatac del duc, es feren forts dalt d'un turonet fins que es veieren superats.
No se sap si aquesta maniobra de persecució fou una acció ordenada per Harold o un moviment espontani. Tot i que Wace afirma que Harold havia manat als seus homes que es mantinguessin en formació, no hi ha cap altra font que ho corrobori. Al Tapís de Bayeux, l'escena de la mort de Gyrth i Leofwine, germans d'Harold, ve just abans del combat al turonet, així que possiblement foren ells els que llançaren la persecució. En canvi, el Carmen de Hastingae Proelio diu que Gyrth perdé la vida en un duel amb el mateix duc de Normandia, que potser es creia que era Harold. Guillem de Poitiers narra que els cadàvers de Gyrth i Leofwine foren trobats prop d'Harold, deixant entendre que moriren cap al final de la batalla. Una altra possibilitat és que els dos germans haguessin estat abatuts en la fase inicial del combat i que les seves despulles haguessin estat portades a Harold. L'historiador militar Peter Marren creu que la mort dels seus germans hauria pogut influenciar la decisió d'Harold de lluitar fins a les últimes conseqüències.

### Retirades fingides

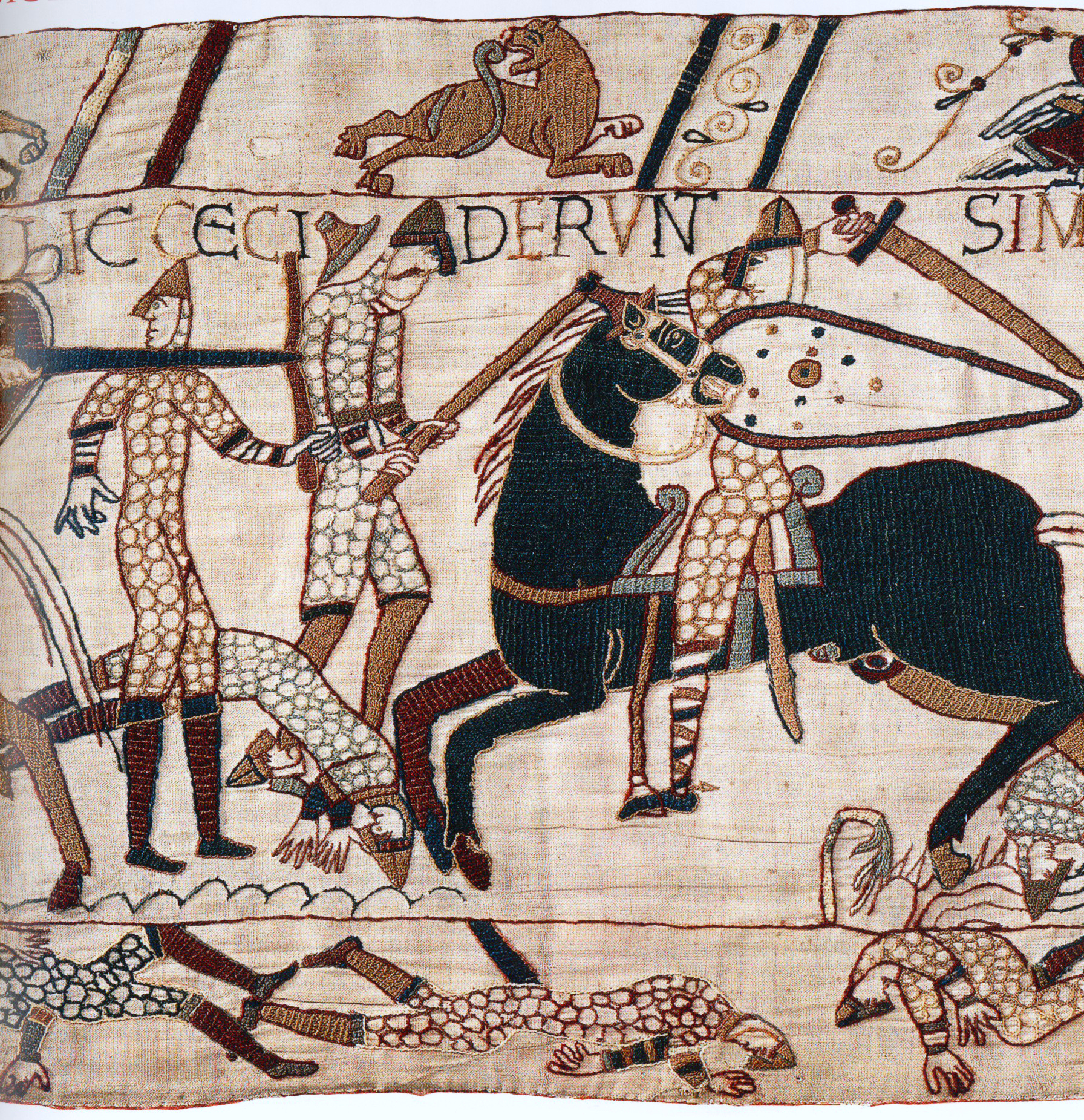
Escena del Tapís de Bayeux que mostra cavallers normands lluitant contra la infanteria anglosaxona

A primera hora de la tarda probablement es produí una pausa en el combat per menjar i descansar. A Guillem també li calia una mica de temps per rumiar una nova estratègia, possiblement inspirada en com havia anat la persecució dels anglesos i la seva posterior anihilació pels normands. Si els normands llançaven els seus cavallers contra el mur d'escuts i aconseguien que els anglesos els tornessin a empaitar, podrien fer perdre la coherència a les línies anglosaxones. Guillem de Poitiers diu que aquest estratagema es feu servir dues vegades. Tot i que alguns estudiosos han suggerit que els relats dels cronistes sobre aquesta tàctica no són més que una invenció a posteriori per excusar l'anterior desbandada de les tropes normandes, no és gaire probable que fos el cas, puix que aquestes mateixes fonts narren la fase inicial de la batalla fil per randa. No hauria estat la primera vegada que un exèrcit normand recorria a aquesta tàctica; en són exemples la batalla d'Arques cap al 1052 i la batalla de Messina el 1060.
Malgrat que les retirades fingides no aconseguiren trencar les línies enemigues, probablement eliminaren un bon nombre dels huscarlas que componien el mur d'escuts anglosaxó. Els homes del fyrd anaven substituint els huscarlas i així es mantenia la integritat del mur d'escuts. Sembla que els arquers tornaren a entrar en joc just abans i durant un assalt de la cavalleria i la infanteria sota el comandament directe del duc. Les fonts del segle xii diuen que els arquers reberen ordres de disparar per sobre de la part anterior del mur d'escuts, cosa que no esmenten els relats més propers als fets. Els invasors envestiren diverses vegades les línies anglosaxones. Les fonts documenten les accions dels normands i dels anglesos al llarg de la tarda. El duc Guillem perdé dues (segons el Carmen) o tres (segons Guillem de Poitiers) muntures en la contesa.

### Mort d'Harold

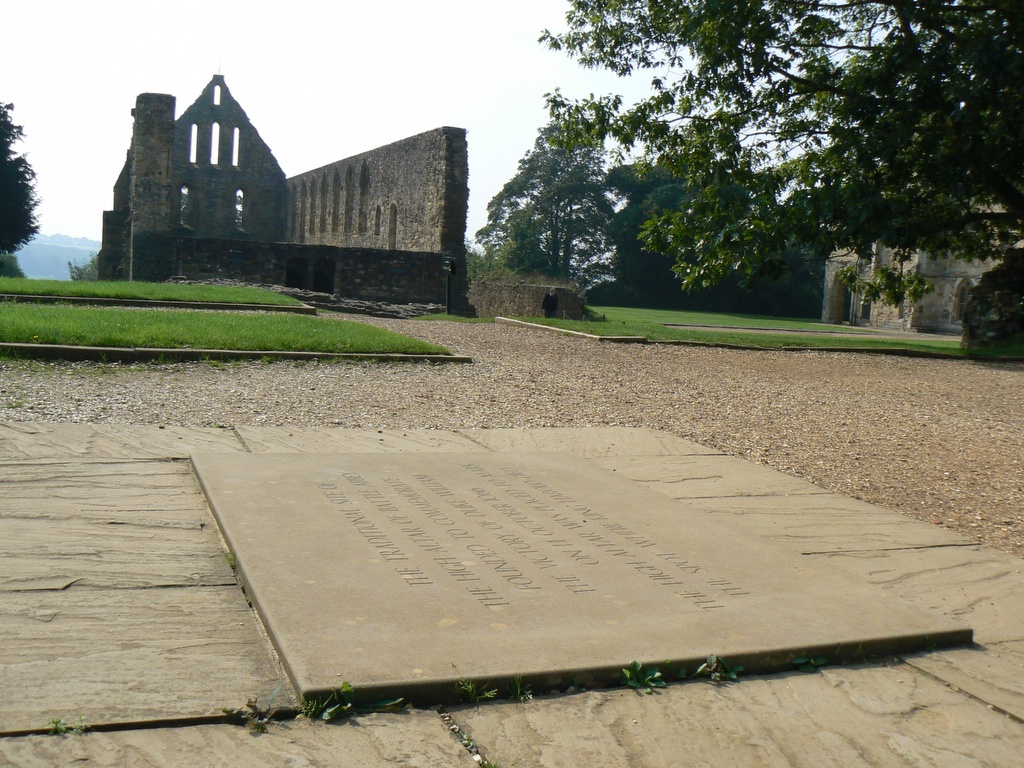
Una pedra marca la ubicació de l'altar major de l'abadia de Battle, erigit al lloc de la mort d'Harold.

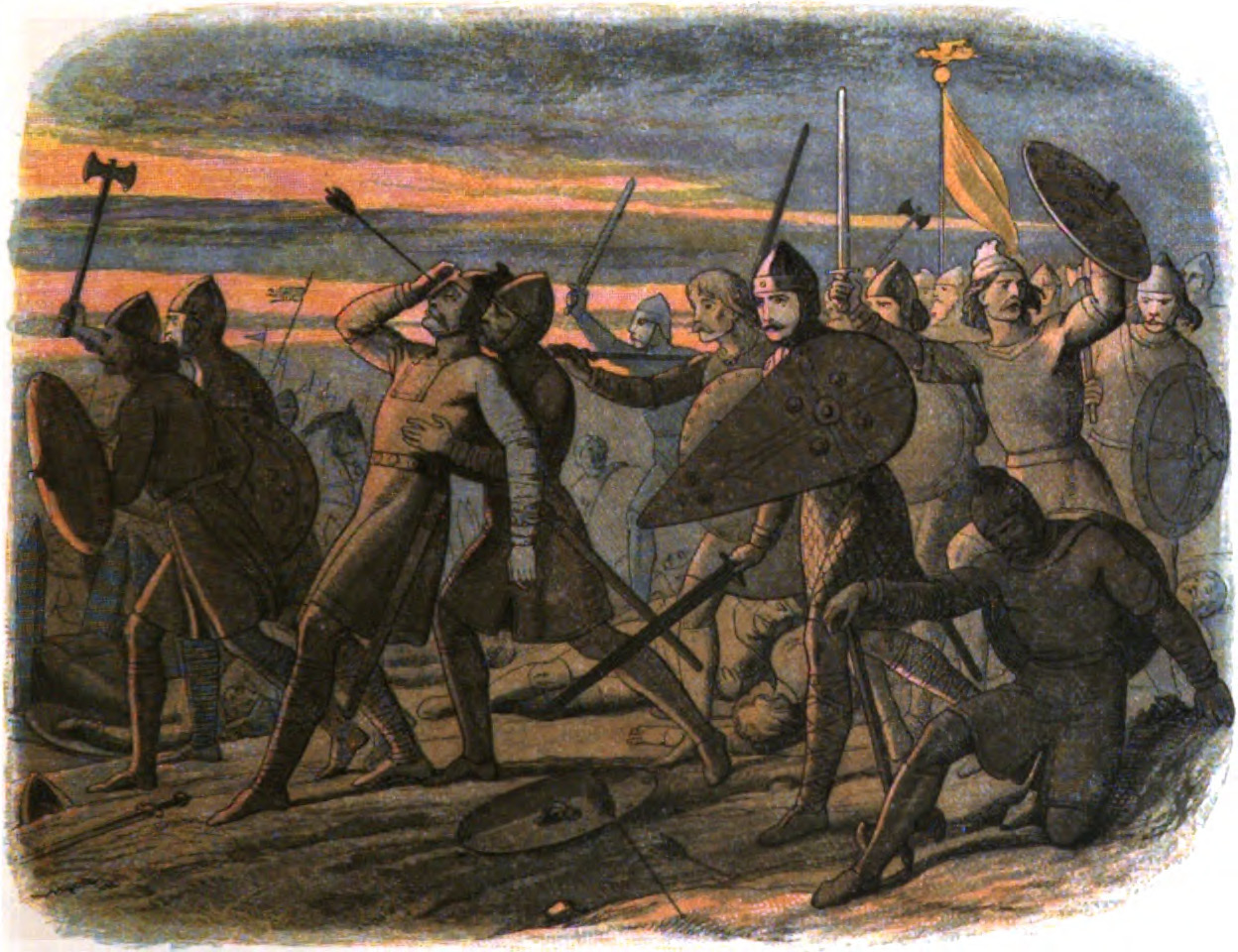
"La mort de Harold", gravat d'Edmund Evans per a "A Chronicle of England: B.C. 55 – A.D. 1485A Chronicle of England: B.C. 55 – A.D. 1485," de James William Edmund Doyle.

Sembla que Harold no fou abatut fins als últims compassos de la batalla, però les fonts discrepen sobre diversos punts. Guillem de Poitiers simplement esmenta la mort del rei sense entrar en detall. El Tapís de Bayeux no serveix per aclarir les circumstàncies de la seva caiguda, puix que mostra una figura que agafa una fletxa que té clavada a l'ull al costat d'un guerrer que es desploma en ser ferit per una espasa. A sobre d'aquests dos personatges apareixen les paraules «El rei Harold és mort». No se sap amb certesa quina d'aquestes dues figures representa Harold; podria ser que cadascuna representés el rei en un instant diferent. La primera menció escrita del relat tradicional segons el qual Harold morí d'una fletxa a l'ull data de la dècada del 1080 i apareix en la història dels normands escrita pel monjo italià Amat de Montecassino. Guillem de Malmesbury sosté que Harold sucumbí a una fletxa que li travessà l'ull i se li clavà al cervell just en el moment que un cavaller el feria. Wace es fa seu el relat de la fletxa a l'ull. El Carmen atribueix al mateix duc Guillem la mort d'Harold, cosa poc versemblant, puix que una fita d'aquesta magnitud hauria estat recollida per altres fonts. Encara més dubtosa és la narració de Guillem de Jumièges, segons el qual Harold hauria mort de bon matí, en els primers encontres de la batalla. La Crònica de l'Abadia de Battle diu que la identitat de l'occidor d'Harold es perdé en la intensitat del combat. Un biògraf modern del rei anglosaxó, Ian Walker, creu que probablement morí d'una fletxa a l'ull, encara que tampoc no descarta la possibilitat que l'hagués rematat un cavaller normand quan ja havia sofert la ferida mortal a l'ull. Un altre biògraf d'Harold, Peter Rex, pondera els diferents relats i arriba a la conclusió que les circumstàncies de la seva mort resten una incògnita.
La mort del seu líder fou l'estocada definitiva per a les forces angleses. A diferència de molts soldats rasos, que fugiren a la desbandada, el seguici del rei es reuní al voltant del cos d'Harold i lluità fins a l'últim home. Els normands es llançaren a la persecució de les tropes anglosaxones i, a part d'una acció de rereguarda al Malfosse, la batalla arribà a la seva fi. No es coneixen amb certesa els fets del Malfosse, o 'Mal Fossat'. L'únic que se sap és que es produïren en una petita fortificació o un conjunt de trinxeres on alguns anglesos es feren forts i deixaren Eustaqui de Boulogne greument ferit abans de ser superats pels normands.

### Anàlisi posterior
La desfeta d'Harold segurament fou deguda a tot un cúmul de factors. El primer fou la necessitat de respondre a dues invasions en tres setmanes. La decisió de dissoldre les seves forces del sud d'Anglaterra el 8 de setembre també contribuí a la derrota. Molts historiadors han criticat Harold per tornar al sud a tota velocitat i no reunir més tropes abans de presentar-se davant de Guillem a Hastings, tot i que no és clar que les forces angleses fossin insuficients per plantar cara a l'exèrcit invasor. La durada del combat, que es prolongà durant tot el dia, refuta l'argument segons el qual els anglosaxons haurien arribat al camp de batalla extenuats després de la seva llarga marxa. El rapidíssim avanç d'Harold sobre Hastings podria tenir a veure amb la possibilitat que Harold ja no es refiés dels comtes Edwin de Mèrcia i Morcar de Northúmbria una vegada derrotat el seu enemic, Tostig, per la qual cosa hauria preferit retornar al sud sense ells. Els historiadors moderns han apuntat que un dels motius d'Harold per no perdre ni un instant era que Guillem estava fent estralls al sud d'Anglaterra i podia acabar d'obrir el seu cap de pont de manera imminent.
Guillem tenia més experiència com a comandant, mentre que la falta de cavalleria entre les línies angleses reduïa el marge de maniobra d'Harold. Diversos autors han blasmat el rei anglosaxó per no aprofitar l'oportunitat que li brindà el rumor de la mort de Guillem cap al principi de la batalla. Hi ha un ampli consens que els anglesos haurien fet bé de mantenir-se a la defensiva en tot moment, puix que les seves persecucions dels normands posaven els seus flancs en una situació de vulnerabilitat. No se sap amb certesa si aquest error és imputable a la inexperiència dels comandants anglesos o a la poca disciplina dels seus soldats. L'esdeveniment decisiu segurament fou la mort d'Harold, que conduí al col·lapse de les forces angleses. L'historiador David Nicolle comentà la batalla dient que l'exèrcit de Guillem «demostrà —no sense dificultat— la superioritat de les tàctiques mixtes de cavalleria i infanteria normandofranceses sobre les tradicions d'infanteria germanoescandinaves dels anglosaxons».

## Conseqüències

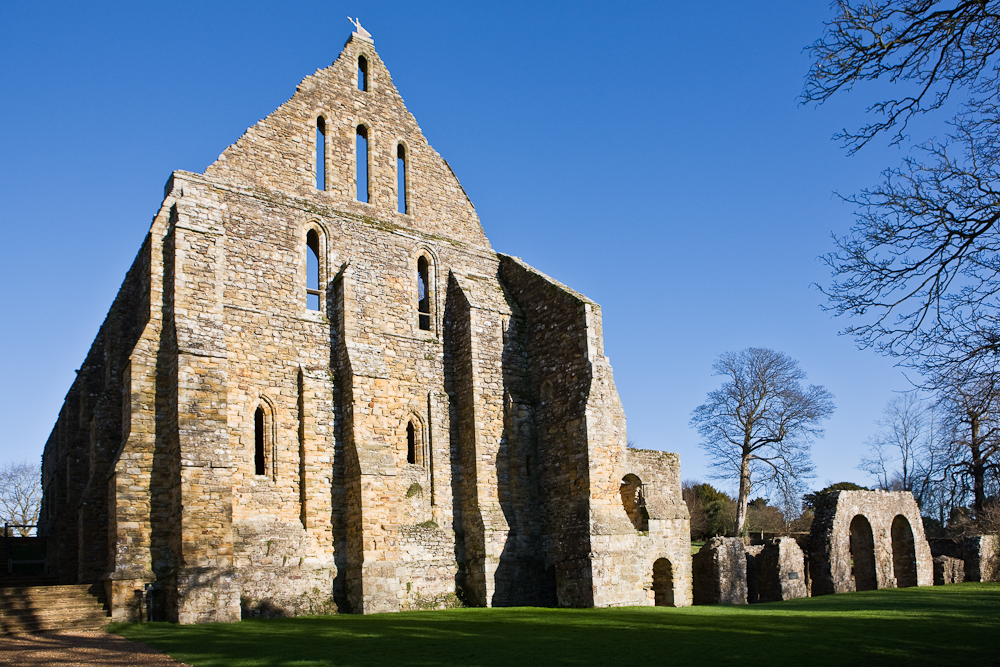
Ruïnes del dormitori dels monjos a l'abadia de Battle

El cadàver d'Harold fou identificat l'endemà de la batalla, sia per l'armadura, sia per les marques del cos. El seu estendard personal fou presentat a Guillem i posteriorment enviat al papa. Els anglesos morts, entre els quals hi havia germans i huscarlas d'Harold, foren abandonats al camp de batalla, tot i que alguns foren recuperats més endavant pels seus familiars. Els normands morts foren enterrats en una gran fossa comuna que encara no ha estat trobada. L'ombra del dubte plana sobre el nombre de baixes. Una extrapolació a partir del nombre de morts entre els anglesos identificats com a participants en la batalla dona una taxa de mortalitat del 50% dels combatents, que podria ser una sobreestimació. A l'altre bàndol, les fonts registren la mort d'un de cada set dels normands esmentats pel seu nom, però cal tenir en compte que eren tots nobles i que els soldats rasos probablement suportaren una proporció més alta de baixes. Malgrat que les xifres que dona Orderic Vitalis són exageradíssimes en termes absoluts, podrien ser correctes en termes proporcionals. Marren veu plausible que morissin uns 2.000 normands i uns 4.000 anglesos a Hastings. Durant molt de temps, els estudiosos posaren en dubte els testimonis segons els quals anys després encara sortien a la llum esquelets d'anglesos al vessant del turó, adduint que l'acidesa del sòl no era gens propícia a la conservació de les restes. Tanmateix, un seguit de troballes recents han canviat aquest punt de vista. Un esquelet descobert en un cementiri medieval i originalment associat a la batalla de Lewes, del segle xiii, es relaciona actualment amb Hastings.
Un relat diu que la mare d'Harold, Gytha Thorkelsdóttir, li oferí al duc triomfant el pes del seu fill en or com a rescat pel seu cos, però el Conqueridor rebutjà el tracte. Guillem manà llençar el cadàver al mar, però no està gens clar que es complís aquesta ordre. Segons una altra versió dels fets, Harold hauria estat enterrat al cim d'un penya-segat. L'abadia de Waltham, fundada pel mateix Harold, afirmaria posteriorment que hi havia estat inhumat en secret. Altres llegendes sostenen que Harold no perdé la vida a Hastings, sinó que aconseguí fugir i es feu ermità a Chester.

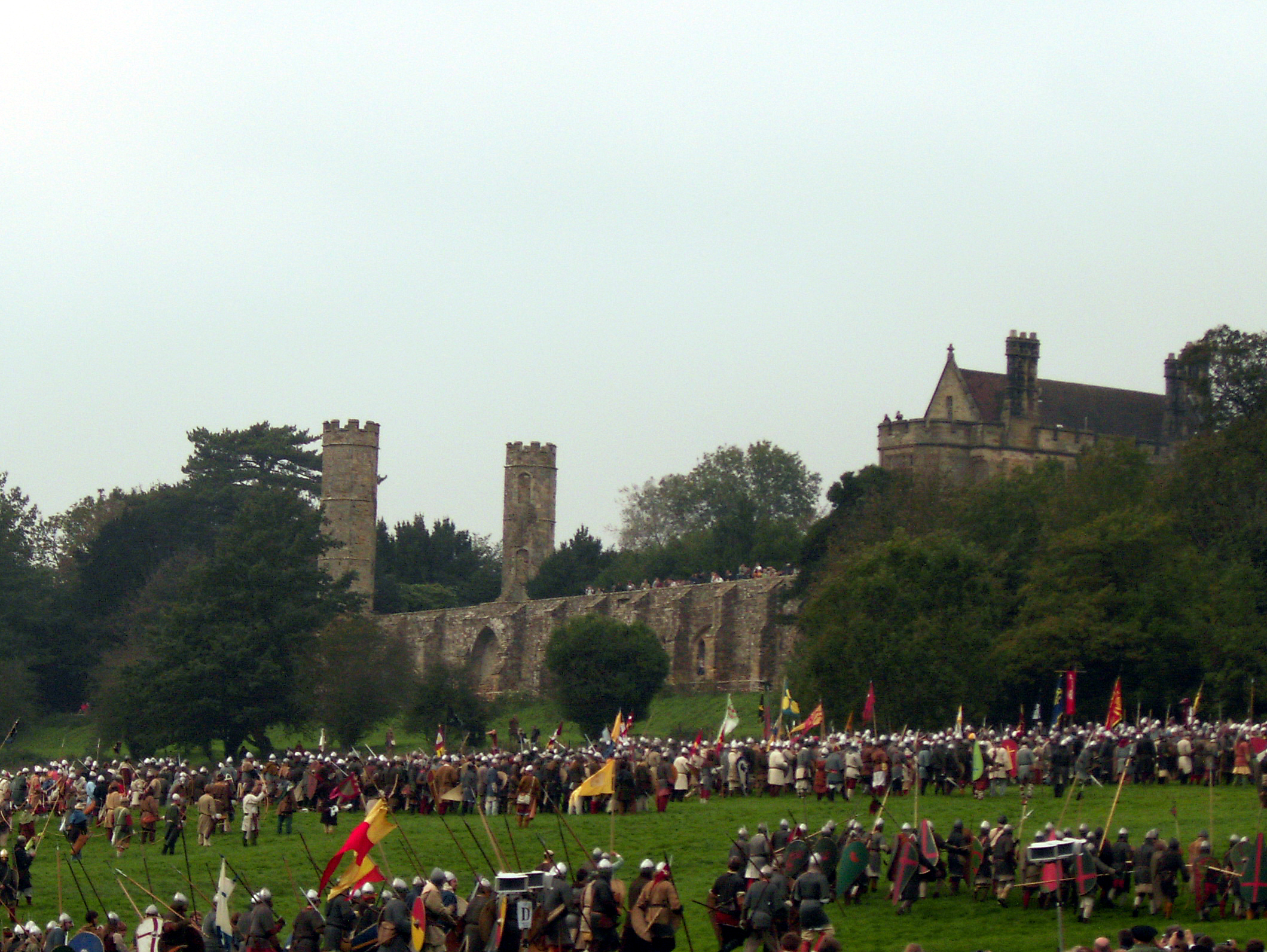
Recreació de la batalla davant de l'abadia de Battle

Guillem esperava obtenir la submissió dels magnats anglesos restants després de la seva victòria, però Edgard Ætheling fou proclamat rei pel Witenagemot amb el suport dels comtes Edwin i Morcar, l'arquebisbe de Canterbury, Stigand, i l'arquebisbe de York, Ealdred. Estant així les coses, Guillem seguí la costa de Kent en direcció a Londres. Malgrat que repel·lí un atac anglès a Southwark, no reeixí a prendre el pont de Londres per la força, així que no tingué més remei que dirigir-se a la capital per un camí més tortuós.
Anà remuntant la vall del Tàmesi fins que travessà el riu a Wallingford, on obtingué la submissió de Stigand. Viatjà cap al nord-est seguint els Chilterns abans d'avançar cap a Londres des del nord-oest i enfrontar-se diverses vegades amb tropes de la ciutat. Els magnats anglesos es rendiren a Guillem a Berkhamsted (Hertfordshire). Guillem fou aclamat rei d'Anglaterra i coronat per Ealdred a l'abadia de Westminster el dia de Nadal del 1066.
El jurament de fidelitat dels nobles anglesos no impedí l'emergència d'una resistència aferrissada durant anys. Les revoltes a Exeter a finals del 1067 foren seguides per una invasió dels fills d'Harold a mitjans del 1068 i un alçament a Northúmbria el 1068. El 1069, Guillem hagué de respondre a noves insurreccions a Northúmbria, la invasió d'una flota danesa i revoltes al sud i l'oest d'Anglaterra. Esclafà les rebel·lions sense cap mena de pietat en una campanya que culminà en la seva devastació del nord d'Anglaterra a finals del 1069 i principis del 1070. Aquest últim any sufocà una altra revolta, encapçalada per Hereward l'Exiliat a Ely.
Guillem fundà l'abadia de Battle a l'escenari de la batalla, segons fonts del segle xii, en compliment d'un vot que havia fet. L'altar major de l'església fou erigit al lloc de la mort d'Harold. En realitat, el més versemblant és que els legats del papa li n'haguessin imposat la fundació el 1070. La topografia del camp de batalla es veié alterada per les obres de construcció de l'abadia, mentre que el pendent que defensaven els anglosaxons és molt més suau avui en dia que en el moment de la pugna. El cim de la cresta també ha estat aplanat i s'hi han bastit edificis. Com a resultat de la dissolució dels monestirs, les terres de l'abadia passaren a propietaris laics, que l'empraren com a residència o casa de camp. Quan la finca sortí a la venda el 1976, fou adquirida pel govern amb l'ajuda d'uns mecenes estatunidencs que volien commemorar el bicentenari de la independència dels Estats Units. Avui en dia, el camp de batalla i el recinte de l'abadia estan en possessió d'English Heritage, que els administra i els manté oberts al públic.
El Tapís de Bayeux és una narració dels esdeveniments que portaren a la batalla de Hastings en forma de brodat, probablement encarregat per Odó de Bayeux poc després de l'enfrontament, tal vegada per penjar-lo al palau episcopal de Bayeux. En temps moderns, les recreacions de la batalla de Hastings atreuen milers de participants i espectadors a l'escenari de la contesa.
Alguns veterans anglosaxons de la batalla partiren cap a l'exili i s'incorporaren a la guàrdia varega a Constantinoble. El 1081 es tornaren a enfrontar als normands en la batalla de Dirràquion, en la qual foren derrotats una altra vegada en circumstàncies similars.